# Sant Feliu de Celrà
Sant Feliu de Celrà és una església de Celrà (Gironès) protegida com a bé cultural d'interès local.

## Descripció
És una gran església que centra la vila. De planta de creu llatina amb capelles laterals. Volta amb llunetes, cúpula sobre trompes al creuer. Tota arrebossada (barroca) a l'interior. A l'exterior presenta dos tipus de maçoneria. Per una banda el basament del campanar d'aparell treballat, però no gaire polit, amb finestra de doble esqueixada (romànica). Aquesta època es reflecteix també a l'interior a un traster d'una capella lateral: aparell sense treballar, de pedruscall. Per altra banda la façana i campanar barrocs d'aparell ben treballat i polit.
La façana barroca està emmarcada per un costat en una corba i per l'altre pel campanar. Porta neoclàssica. La façana és closa al 1803 i els capitells de les columnes són d'ordre corinti (s'assemblen a les fe Girona). Les escales de l'altar són del 1890, la sagristia del 1750-1800.
Es conserven estàtues d'un antic retaule (renaixentista?), una pedra per a la litúrgia, una pica baptismal, una d'aigua beneïda, mobles de la sagristia i una pica.

## Història
Esmentada el 1061 en un conveni entre els comtes Ramon Berenguer I i Almodis de la Marca i el vescomte Ponç I de Cabrera. Al 1064, en el testament d'en Ponç, preceptor de l'església de Girona. L'any 1088 el bisbe de Girona Berenguer Guifré donà l'església a la canònica gironina.